# Miguel Moreno Morán de Butrón
 Miguel Moreno Morán de Butrón (Guayaquil, 7 de octubre de 1782 - Madrid,  23 de mayo de 1842) fue un político que representó a Quito en las Cortes celebradas en Cádiz en el año de 1812.

## Biografía
Fue hijo de Manuel Ignacio Moreno Silva Santisteban, Regidor Perpetuo del Cabildo de Guayaquil, y de María Antonia Manuela Morán de Butrón del Castillo. Sus primeros estudios los realizó en el Convictorio de San Carlos de Lima graduándose  en Leyes y Cánones en la Universidad de San Marcos. Su último cargo en América fue el de oidor de la Audiencia de Guatemala hasta que se independizo en 1821 trasladándose posteriormente a España. Testando ante Juan Diego Martínez el 23 de mayo de 1842.  Fue su hijo el presbítero y abogado guatemalteco Juan de la Cruz Ignacio Moreno y Maisonnave. Tío materno del expresidente Gabriel García Moreno.

## Cargos que ocupó[4]
- Oidor de la Audiencia de Guatemala en 1814.
- Abogado de la Real Audiencia de Lima
- Fiscal Interino de la Audiencia de Quito en 1811
- Oidor de Valencia
- Ministro de la Audiencia de Madrid.
- Diputado en las Cortes de Cádiz por Quito